# Slaven Rimac
Slaven Rimac (Zagreb, 19 de desembre de 1974), és un exjugador de bàsquet croat, que actualment fa d'entrenador. Amb 1.93 d'alçada, jugava en la posició d'escorta.

## Carrera esportiva
Es va formar a la cantera del Dubrava Zagreb i a les categories inferiots del Cibona Zagreb. Amb aquest club va debutar professionalment el 1990, i hi va jugar fins al 1998, guanyant cinc lligues croates i dues copes. Aquell any va fitxar pel Tofas Bursa de la lliga turca, on hi va jugar dues temporades, guanyant la lliga els dos anys i la copa en la segona temporada a Turquia. La temporada 2000-01 va fitxar pel Joventut de Badalona de la lliga ACB, on només hi va jugar un any. La temporada següent va jugar a la lliga italiana, amb l'Adecco Milán, per tornar novament el 2002 al Cibona, on s'hi estaria dues temporades més, aconseguint una nova lliga. Després jugaria a les lligues grega, ucraïnesa i francesa. Rimac es va retirar com a jugador de bàsquet professional en el mes de maig de 2012, com a membre del EB Pau Orthez.

### Entrenador
El 14 de novembre de 2013 va debutar com a entrenador al front del Cibona Zagreb, després de la sortida de Neven Spahija del club, amb qui va guanyar la Lliga Adriàtica el 2014. Des de juliol de 2017 és entrenador assistent del KK Cedevita, dins l'staff tècnic de Sito Alonso. Des de juny de 2018, Rimac és el primer entrenador del Cedevita només en la Lliga Croata, i Sito Alonso ho és a l'Adriàtica i a l'Eurocup.